# 14-й батальйон територіальної оборони «Прізрак»
14-й батальйон територіальної оборони «Прізрак» — незаконне збройне формування, що перебуває у складі 2-го армійського корпусу РФ. Формально підпорядковане терористичній організації та однойменній квазідержаві ЛНР. Формування було створене у 2014 році під командуванням Олексія Мозгового як батальйон «Прізрак». У лютому 2015 року включене до розширеного санкційного списку Європейського Союзу і Канади разом із низкою інших проросійських терористичних угруповань, що діють на українському Донбасі. Пізніше включене до власних санкційних списків урядами Норвегії й Швейцарії.

## Дислокація
Станом на 2017 рік, батальйон дислокувався у смт Донецький.

## Історія
Банда Мозгового сформувалася у Луганську під час проросійських протестів у квітні 2014 року як загін самооборони та спочатку називалася «Народним ополченням Луганщини». На той час вона була лише взводом. Після конфлікту з керівництвом Армії Південного Сходу пішла з Луганська і базувалася спочатку у літніх таборах біля Вільхівки, потім біля Антрациту та Свердловська (турбаза «Ясени», розбомблена 27 травня).
23 травня 2015 року о 17:30—17:45 біля селища Михайлівка на командира бандформування «Прізрак» було скоєно замах. Автомобіль Олексія Мозгового рухався з Алчевська до Луганська дорогою М-04; біля старого блок-посту при в'їзді в селище (поряд із місцем попереднього замаху) поряд з автомобілем було підірвано вибуховий пристрій («хлопушка»), що відволікав, потім машина була обстріляна з кулеметів та іншої автоматичної зброї. В результаті замаху Мозгової було вбито, разом з ним загинули його прес-секретар, двоє охоронців та водій. Відповідальність за вбивство Мозгового взяв на себе український партизанський загін «Тіні».
29 квітня 2017 року в районі Бахмутської траси між смт. Донецький і Фрунзе вантажівку з особовим складом батальйону підбили бійці 93 ОМБр. Від вибуху було поранено й загинуло 8 чоловік, згодом з'явилися дані, що загинув і командир 1-ї роти Олексій Морозов із Тольятті Самарської області.
На початку червня 2017 року підрозділи батальйону брали участь у боях на Бахмутській трасі, втративши декілька позицій в районі селища Жолобок. У цих боях загинув санінструктор Олександр Симонов, позивний «242», з Москви.
24 жовтня 2020 року у Луганську внаслідок ДТП загинув командир батальйону — Олексій Марков (позивний «Добрий»).
2022 року бригада брала участь у боях за Авдіївку під час повномасштабного російського вторгнення в Україну. У відкритих джерелах відомо про загибель бійців-іноземців, у тому числі сербів та італійців. 
Наприкінці липня 2023 року у боях під Кліщіївкою загинув командир батальйону — майор Артур Богаченко.

## Втрати
З відкритих джерел відомо про деякі втрати батальону «Прізрак»:

## Матеріали
- Среди головорезов [Архівовано 30 липня 2016 у Wayback Machine.] матеріал інтернет видання та радіостанція Радіо Свобода (рос.)